# Rush Hour 2
Rush Hour 2 (bra: A Hora do Rush 2; prt: Hora de Ponta 2) é um filme de artes marciais e comédia de ação de 2001. Este é o segundo episódio da série Rush Hour. A sequência do filme Rush Hour de 1998, estrelado por Jackie Chan e Chris Tucker que respectivamente reprisam seus papéis como inspetor Lee e o detetive Carter. O filme encontra Lee e Carter envolvidos em um esquema de falsificação envolvendo as Tríades.
Rush Hour 2 foi lançado em 3 de agosto de 2001 com revisões mistas dos críticos, mas o filme arrecadou US$ 347 325 802 em bilheteria em todo o mundo, tornando-se o décimo primeiro filme de maior bilheteria de 2001 no mundo inteiro. É o filme live-action de artes marciais de maior bilheteria de todos os tempos, e a segunda maior bilheteria de filme de artes marciais de todos os tempos, atrás de Kung Fu Panda. O filme foi seguido por outra sequência, Rush Hour 3, em 2007.

## Sinopse
Após os acontecimentos do primeiro filme, o detetive de polícia de Los Angeles, James Carter, está de férias em Hong Kong com seu amigo, o inspetor-chefe da força policial de Hong Kong, com quem trabalhou junto para salvar a filha do cônsul chinês, Soo Yung, em Los Angeles. O lazer dos dois é temporariamente suspenso assim que uma bomba explode no Consulado Geral dos Estados Unidos, assassinando dois agentes disfarçados de funcionários da alfândega. O inspetor Lee é designado para o caso, que se torna pessoal quando ele descobre que, de alguma forma, envolve Ricky Tan, ex-parceiro de seu pai. Ricky, que era suspeito de ter um papel na morte do pai de Lee, é agora um líder das Tríades. Isso, no entanto, faz com que Lee e Carter entrem em uma briga com os guarda-costas de Ricky, com Carter se esfurecendo com Lee ao descobrir que ele aceitou um caso nas férias dos dois.
O Serviço Secreto dos EUA, liderado pelo agente Sterling, e a polícia de Hong Kong logo entram em uma briga pela jurisdição do caso. De repente, o escritório de Lee, onde Carter estava, é bombardeado, fazendo com que Lee acredite que ele esteja morto e sofra por isso. Carter é revelado por estar vivo, tendo deixado a sala da mesma explodir. Ao se reencontrarem, ele e Lee cruzam o iate de Ricky onde ele está dando um jantar. Ricky repreende sua subalterna, Hu Li, que sai quando Lee e Carter aparecem e confrontam Ricky. Enquanto pede proteção a Lee, Ricky é baleado por Hu Li, que escapa no meio do caos. Irritado, Sterling responsabiliza Lee pela morte de Ricky e ordena que ele saia do caso. Carter é ordenado a voltar para Los Angeles. No entanto, no aeroporto, Carter faz com que Lee volte para Los Angeles com ele.
No avião, Carter diz a Lee que em todas as grandes operações criminosas, há sempre um homem rico branco por trás e que o tal homem é Steven Reign, um hoteleiro bilionário de Los Angeles que Carter viu agindo de forma suspeita no barco de Ricky. Eles montam acampamento do lado de fora das Reign Towers, avistando uma agente do Serviço Secreto dos EUA chamada Isabella Molina, que Carter havia conhecido anteriormente em Hong Kong. Depois de alguns mal-entendidos, Molina diz aos dois homens que ela está disfarçada, investigando a lavagem de dinheiro de Reign de US$ 100 milhões em superdólares.
Lee e Carter fazem uma visita a Kenny, um ex-presidiário e informante de Carter, que administra um salão de jogos na parte de trás de seu restaurante chinês. Ele diz a eles que um cliente, geralmente falido, recentemente entrou em seu estabelecimento com uma quantidade suspeita de notas de cem dólares. Carter confirma que eles são falsificações de Reign e eles rastreiam o dinheiro de volta para um banco. Os mafiosos estão esperando por eles e deixam os dois policiais inconscientes, com Molina os observando. Depois de chegar a Las Vegas, Lee e Carter acordam dentro de um dos caminhões da turba e escapam. Depois de descobrir onde eles estão, eles percebem que Reign está lavando os US$ 100 milhões através do novo Cassino Dragão Vermelho.
No Dragão Vermelho, Lee tenta encontrar as placas de gravação que foram usadas para fazer o dinheiro falso, enquanto Carter faz uma distração para ajudar Lee a passar pela segurança. No entanto, Hu Li captura Lee e o leva para uma sala onde é revelado que Ricky Tan forjou sua morte. Quando Ricky parte, Molina tenta prender Hu Li, mas Hu Li a domina e Molina é baleada. Depois que uma explosão dentro do cassino faz todos os convidados fugirem para a área de segurança, Carter se envolve em uma briga com Hu Li de uma maneira cômica e acidentalmente a derruba, enquanto Lee vai para a cobertura para impedir Ricky de escapar com os pratos. Na cobertura, Reign abre o cofre e pega os pratos, correndo para Ricky quando ele sai. Reign tenta desistir do acordo, mas Ricky o esfaqueia até a morte.
Ricky cai para a morte quando Lee o chuta para fora da janela. Hu Li entra com uma bomba-relógio forçando Lee e Carter a pularem a janela e se agarrarem aos fios de decoração. Os dois escapam na "tirolesa" improvisada enquanto Hu Li morre na explosão. Mais tarde, no aeroporto, Molina agradece a Lee pelo seu trabalho no caso e o beija. Tendo planeado seguir caminhos diferentes, Lee e Carter mudam de opiniões quando Carter revela que ganhou uma grande quantia de dinheiro no casino e Lee revela que sempre quis ir ao Madison Square Garden em Nova Iorque.

## Elenco
- Jackie Chan como Inspetor Chefe Lee
- Chris Tucker como Detetive James Carter
- John Lone como Ricky Tan
- Zhang Ziyi como Hu Li
- Roselyn Sánchez como Agente do Serviço Secreto Americano Isabella Molina
- Alan King como Steven Reign
- Harris Yulin como Agente do Serviço Secreto Americano Sterling
- Kenneth Tsang como Capitão da Polícia de Hong Kong Chin
- Lisa LoCicero como Recepcionista
- Mei Melançon como Garota no carro (como Meiling Melancon)
- Maggie Q como Garota no carro
- Don Cheadle como Kenny (não creditado)
- Audrey Quock como esposa de Kenny
- Ernie Reyes, Jr. como Zing
- Joel McKinnon Miller como Tex
- Cynthia Pinot como Garota de rolo
- Jeremy Piven como Vendedor de Versace
- Brad Allan como Guarda de Segurança da Red Dragon (não creditado)
- Philip Baker Hall como Capitão William Diel (cena deletada)
- Oscar Goodman como ele mesmo (cena deletada)

Homens de Ricky Tan
- Andy Cheng
- Nicky Li
- Wong Wai-Fai
- Wu Gang
- Park Hyun-Jin
- James Lew

## Produção
A equipe de adereços do filme criaram aproximadamente US $ 1 trilhão de dólares em dinheiro falso para ser usado como adereços no filme. O dinheiro era realista o suficiente para que alguns extras do filme o embolsassem e tentassem gastá-lo ilegalmente fora da produção, o que levou o dinheiro falso a ser confiscado e destruído pelo Serviço Secreto dos Estados Unidos.

## Lançamento
Antes de seu lançamento em 4 de agosto, Rush Hour 2 estreou ao público na quinta-feira de 26 julho de 2001 a bordo do United Airlines Flight 1 de Los Angeles a Hong Kong, que foi renomeado "The Rush Hour Express". O Conselho de Turismo de Hong Kong se juntou com a United Airlines e a New Line Cinema em uma campanha que ofereceu dois trailers do filme para os passageiros de todos os voos da United domésticos durante julho e agosto (atingindo uma expectativa de 3 milhões de pessoas), bem como Hong Kong viagens com vídeos para inspirar os turistas a visitar a China, onde o filme foi definido.[carece de fontes?]

## Bilheteria
Rush Hour 2 abriu em 3 de agosto de 2001, em 3,118 cinemas norte-americanos, e arrecadou $67,408,222.87 ($21,619 por cinema) em sua semana de estréia. Ele terminou seu funcionamento com $226,164,286.92, tornando-se o quarto filme de maior bilheteria de 2001 no mercado interno, e o filme de maior bilheteria de artes marciais na época.
Total da bilheteria mundial do filme foi $347,325,802, tornando-se o décimo primeiro filme de maior bilheteria de 2001 no mundo inteiro.
Rush Hour 2 arrecadou a mais que o seu antecessor, Rush Hour. Isto deveu-se ao fato de que ele tinha um pouco mais de longevidade na bilheteria e durou consistentemente no top bilheteria doméstica de dez para cerca de duas semanas mais do que Rush Hour. Além disso, o hype em torno de Rush Hour 2 ajudou a manter os números elevados por um longo período de tempo. Depois de 50 dias desde o seu lançamento nacional, Rush Hour só foi No. 10 nas paradas de bilheteria, enquanto comparativamente, Rush Hour 2 ainda estava puxando em grandes platéias, após 50 dias em cartaz e foi o filme número 2 bilheteria no mercado interno.

## Recepção
O público pesquisado pelo CinemaScore durante o fim de semana de estreia deu ao filme uma nota média de "A" em uma escala de A+ a F.
No consenso do agregador de críticas Rotten Tomatoes diz: "não parece tão novo ou engraçado quanto o primeiro, e as acrobacias carecem de algumas das complexidades normalmente vistas nos filmes de Chan." Na pontuação onde a equipe do site categoriza as opiniões da grande mídia e da mídia independente apenas como positivas ou negativas, o filme tem um índice de aprovação de 52% calculado com base em 128 comentários dos críticos. Por comparação, com as mesmas opiniões sendo calculadas usando uma média aritmética ponderada, a nota alcançada é 5,4/10.
Em outro agregador, o Metacritic, que calcula as notas das opiniões usando somente uma média aritmética ponderada de determinados veículos de comunicação em maior parte da grande mídia, tem uma pontuação de 48/100, alcançada com base em 28 avaliações da imprensa anexadas no site, com a indicação de "revisões mistas ou neutras."

## Prêmios e indicações
Rush Hour 2 ganhou um total de 27 indicações de prêmios e 10 vitórias, incluindo um MTV Award de Melhor Filme de Luta, um Teen Choice Award de Melhor Ator de Cinema-Choice, Comédia, e 3 Kids' Choice Awards for Favorite Male Butt Kicker (Chan), Ator de Filme Favorito (Tucker) e Filme Favorito.[carece de fontes?]

## Sequência
Devido ao inferno do desenvolvimento, Rush Hour 3 não foi liberado até 10 de agosto de 2007 e seis anos depois de Rush Hour 2. A quarta parte da série está em negociações, no entanto, e supostamente pode ser definido, em Moscou.

## Trilha sonora
A trilha sonora contém músicas hip hop e R&B e foi lançado em 31 de julho de 2001 por Def Jam Recordings, Def Soul e Universal Music Group. Ele alcançou a posição nº11 na Billboard 200 e nº11 no gráfico Top Álbuns R&B/Hip-Hop.
1. "Area Codes" - 3:43 (Ludacris featuring Nate Dogg)
2. "Mine, Mine, Mine" – 3:41 (Montell Jordan)
3. "Party & Bullshit" – 3:11 (Method Man & Teddy Riley)
4. "No" – 4:24 (Kandice Love)
5. "He's Back" – 3:48 (Keith Murray)
6. "Love Again" – 4:11 (Dru Hill e Larry "Jazz" Anthony featuring Jill Scott)
7. "Keep It Real (Tell Me)" – 4:34 (Musiq Soulchild & Redman)
8. "Crazy Girl" – 3:57 (LL Cool J & Mashonda)
9. "How It's Gonna Be" – 3:40 (LovHer)
10. "Paper Trippin'" – 4:03 (WC & Nate Dogg)
11. "You Make Me Laugh" – 3:37 (Christina Milian)
12. "Mercedes Benz" – 3:51 (Say Yes)
13. "Blow My Whistle" – 4:06 (Hikaru Utada & Foxy Brown)
14. "Figadoh" – 4:03 (Benzino featuring Scarface, and Snoop Dogg)
15. "I'm Sorry" – 5:06 (3rd Storee)
16. "Brollic" – 2:29 (FT)
17. "The World Is Yours" – 4:12 (Macy Gray & Slick Rick)[carece de fontes?]

## Home media
VHS
| Data de lançamento     | País           | Classificação/Avaliação | Publicado                   | Formato | Línguagem | Legendas | REF    |
| ---------------------- | -------------- | ----------------------- | --------------------------- | ------- | --------- | -------- | ------ |
| 11 de dezembro de 2001 | Estados Unidos | PG-13                   | New Line Home Entertainment | NTSC    | Inglês    | Nenhum   | [ 17 ] |
| 11 de março de 2002    | Reino Unido    | 12                      | Eiv                         | PAL     | Inglês    | Nenhum   | [ 18 ] |

DVD
| Data de lançamento     | País           | Classificação/Avaliação | Publicado                   | Formato | Região | Línguagem | Som                            | Legendas | Notas                             | Ref    |
| ---------------------- | -------------- | ----------------------- | --------------------------- | ------- | ------ | --------- | ------------------------------ | -------- | --------------------------------- | ------ |
| 11 de dezembro de 2001 | Estados Unidos | PG-13                   | New Line Home Entertainment | NTSC    | 1      | Inglês    | DD 2.0 Stereo, DD 5.1, DTS 5.1 | Inglês   | Relação de Aspecto: 2.35:1 (16:9) | [ 19 ] |
| 24 de dezembro de 2001 | Reino Unido    | 12                      | Eiv                         | PAL     | 2      | Inglês    | Desconhecido                   | Inglês   | Relação de Aspecto: 1.77:1 (16:9) | [ 20 ] |

UMD
| Data de lançamento     | País           | Classificação/Avaliação | Publicado                   | Formato | Região | Línguagem | Som          | Legendas | REF    |
| ---------------------- | -------------- | ----------------------- | --------------------------- | ------- | ------ | --------- | ------------ | -------- | ------ |
| 26 de setembro de 2005 | Reino Unido    | 12                      | Eiv                         | PAL     | 2      | Inglês    | Desconhecido | Inglês   | [ 21 ] |
| 3 de janeiro de 2006   | Estados Unidos | PG-13                   | New Line Home Entertainment | NTSC    | 1      | Inglês    | Desconhecido | Inglês   | [ 22 ] |

Blu-ray
Rush Hour 2 estava previsto para ser lançado em Blu-ray na Alemanha em 1 de dezembro de 2013. Um Blu-ray foi originalmente previsto para ser lançado em outubro de 2007 nos EUA, e dezembro de 2007 no Reino Unido para coincidir com os lançamentos de Rush Hour e Rush Hour 3 no mesmo formato. Por razões desconhecidas, as duas datas foram retiradas do calendário de lançamentos.

## Ligações Externas
- Site oficial